# حفلة: هاي سكول ميوزيكال
حفلة: هاي سكول ميوزيكال كانت جولة موسيقية في 40 مدينة (2006-2007) وهو موضوعة على فيلم قناة أفلام ديزني الأصلية الشعبي، هاي سكول ميوزيكال، وأقيم الحفل بمدن في الولايات المتحدة وكندا وأمريكا اللاتينية.
توسيع حفلة الانتخاب قناة ديزني  التي سبق لها إنتاج الصوت الثلاثي بيع البلاتين وخططت تكملة الفيلم: هاي سكول ميوزيكال. (ديزني سجلت بالفعل نجاحا مع آخر حفل تقوم على التلفزيون الموسيقية، التي كانت تباع في جولة شاملة في المدن 88).
الحفل، الذي تضمن أغنيات من الفيلم، وشملت أيضا أعضاء يلقي كوربن بلو، آشلي تيسدال، لوكاس غرابيل، مونيك كولمان وفانيسا هادجنز. زاك إيفرون لم ينضم مع بقية زملائه، لأنه كان يعمل على فيلم «مثبتا للشعر». بدلا من ذلك، انضم الممثل والمغني درو سيلي بدلا عنه، الذي شارك وغنى بدور شخصية تروي في فيلم هاي سكول ميوزيكال 3: سينيور يير.

## صور المغنين في الحفلة

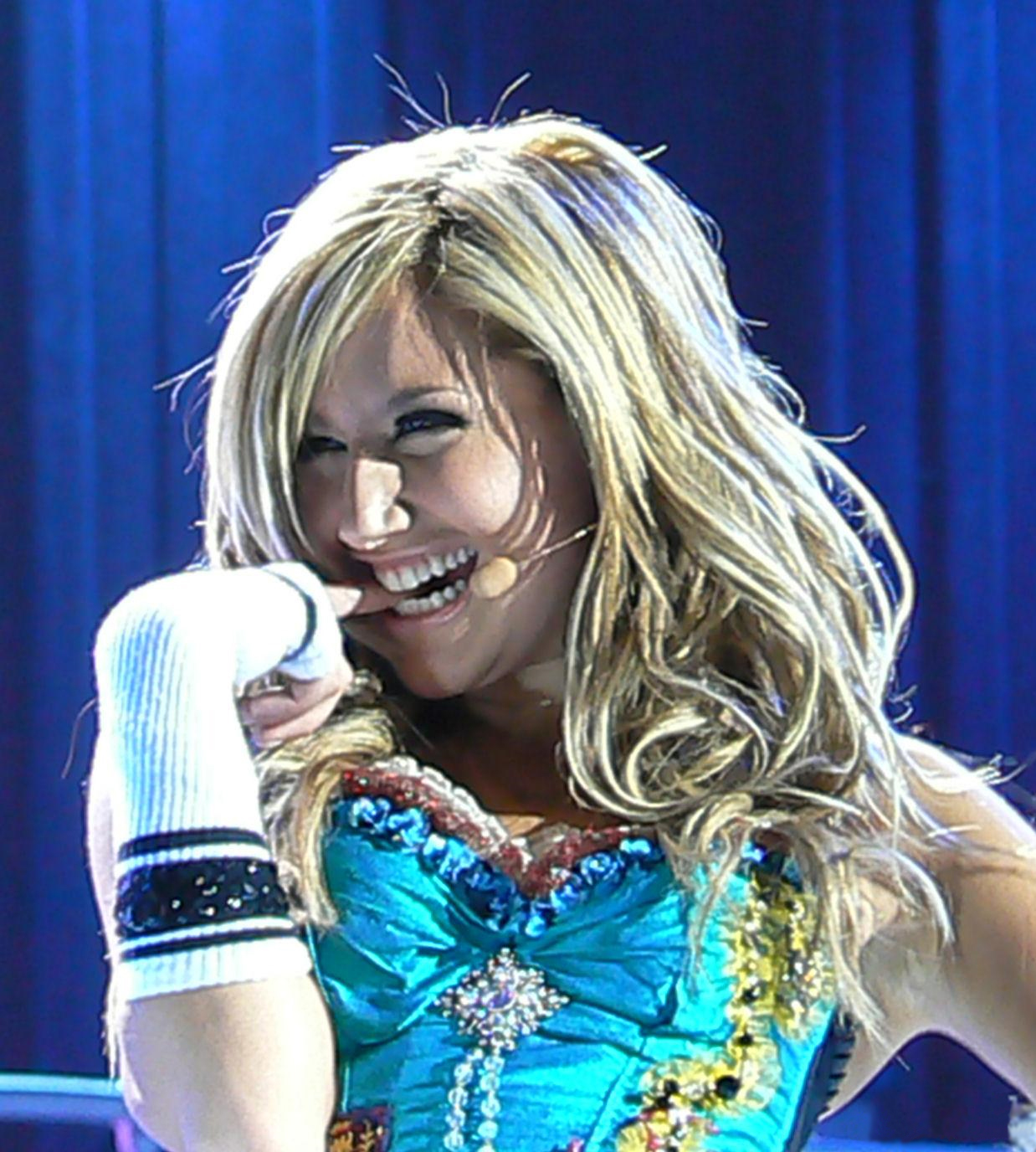
آشلي تيسدال
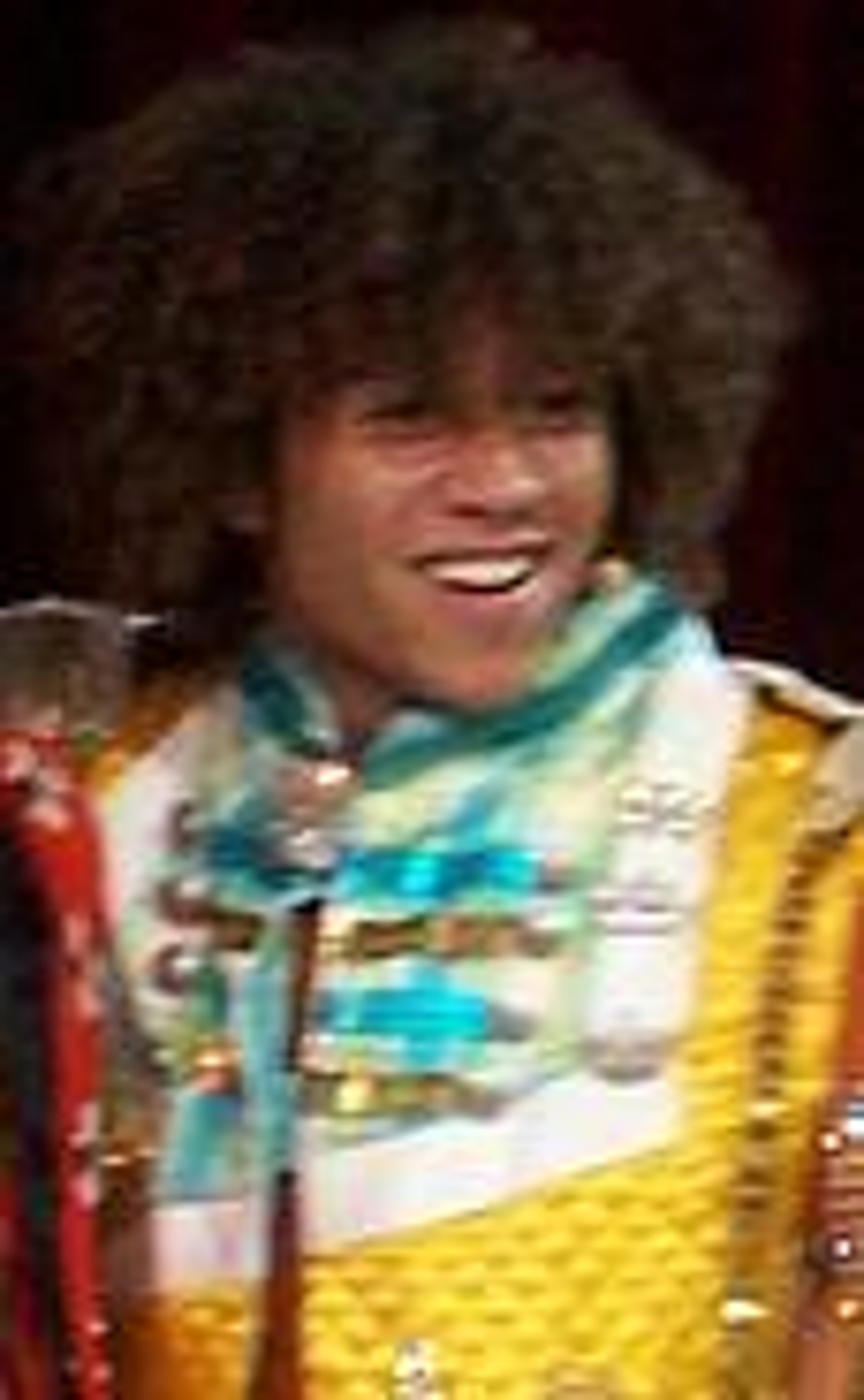
كوربن بلو
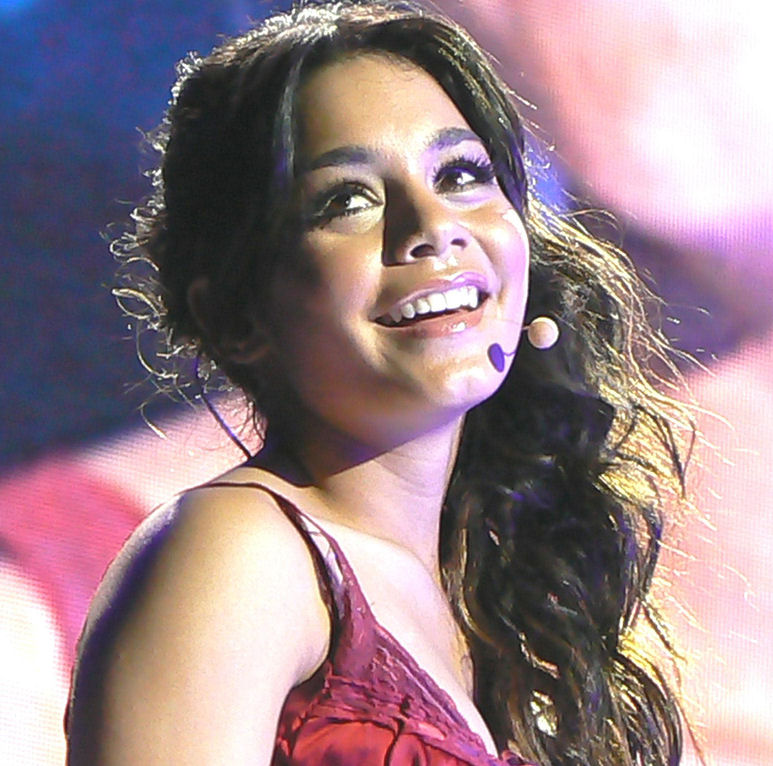
فانيسا هادجنز
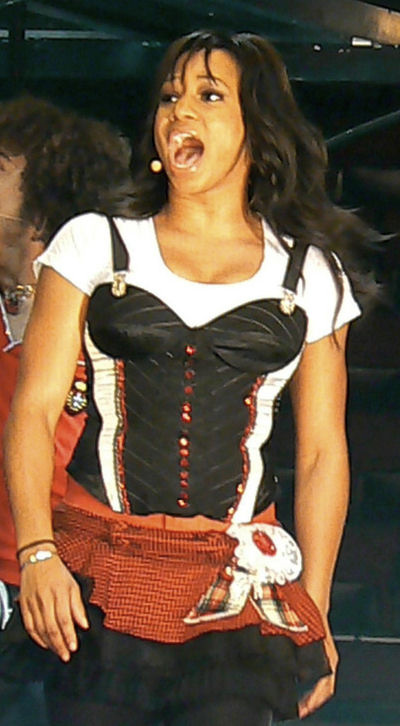
مونيك كولمان
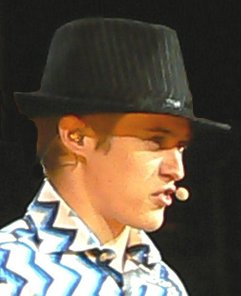
لوكاس غرابيل
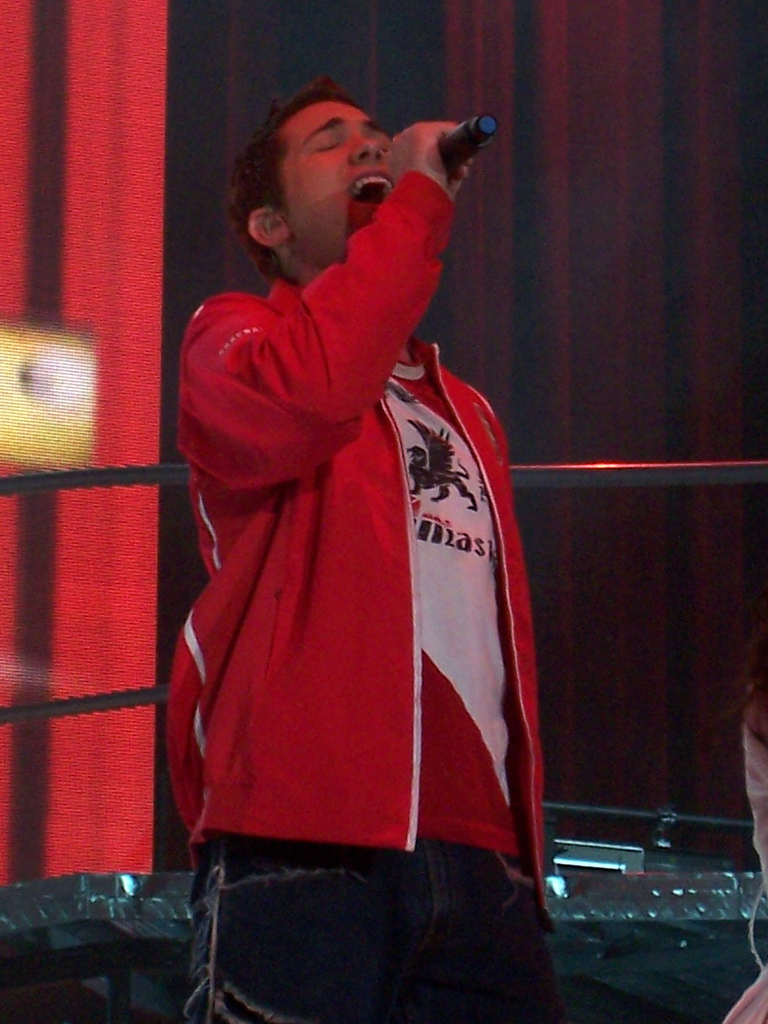
درو سيلي

## وصلات خارجية
- High School Musical: The Concert - دي في دي الموقع الرسمي
- High School Musical: The Concert - الجولة الموقع الرسمي
- High School Musical: The Concert[وصلة مكسورة] - الجولة موقع قناة ديزني